# Драган Јовановић (глумац)
Драган Гаги Јовановић (Београд, 4. октобар 1965) српски је позоришни, телевизијски и филмски глумац и певач.

## Биографија
Рођен је 1965. године у Београду, где је завршио основну и средњу школу. Глуму је дипломирао на Факултету драмских уметности у Београду 1990. године у класи Миленка Маричића. Са њим су студирали Слободан Ћустић, Снежана Орбовић, касније Дивац, Ивана Жигон, Наташа Влаховић, Дејан Матић, Дејан Парошки, Горан Даничић, Душица Стефановић, Игор Первић и Небојша Љубишић. Ожењен је глумицом Бранком Пујић и имају кћерку Анђелу.
- Улоге у филмовима:
  - „Шта радиш вечерас”, „Свето место”, „Почетни ударац”, „Лајање на звезде”, „Два сата квалитетног ТВ програма”, „Буре барута”, „Кажи зашто ме остави”, „Стршљен”, „Бумеранг”, „Професионалац”, "Шешир професора Косте Вујића" и „Made in YU“
- ТВ серијама:
  - „Заборављени”, „Срећни људи”, „Корак до сна”, „Лисице”, „Откривалица”, „Лаку ноћ децо”, „Метла без дршке”, „Стижу долари“ и „Мој рођак са села”, „ Бела Лађа ".

## Улоге у позоришту
- - Од 1990. стални је члан ЈДП-а у Београду, где је играо и игра у представама “Баал” (Теди), “Дозивање птица” (ђаво), “Позоришне илузије” (Адраст), “Чикашке перверзије” (Барни),[4][5][6] “Буре барута” (Света), “Београдска трилогија” (Кића), „Молијер, још један живот“.
  - Са неколицином својих колега оснива позоришну групу “The Kuguars”, и под тим називом као колективну режију потписују представе “Хајде да се играмо”, “Смешна страна историје”, “Смешна страна музике”.
  - У Будва Град театру играо је у представи „Бура“ (Тринкуло).
  - У Звездара театру је први пут заиграо у представи “Живот Јованов” (Франо), а онда следе “Чаруга” (Прпић мали), “У пламену страсти” (Алекса), “Смешна страна музике”, „Добродошли у Србију“ (писац, редитељ, носилац главних улога).
  - У Мадленијануму режирао представу „Дон Кихот“ и играо насловну улогу.

## Занимљивости
Заједно са Небојшом Љубишићем, аутор песме „Ружо румена”. Био је члан популарног рок бенда The Cuguars.

## Награде
Добитник је награде Златно звоно коју додељују деца Новог Сада, и награде Златна повеља за улогу Барниа у представи Чикашке перверзије.

## Улоге

### Позоришне представе
| Наслов                                 | Улога                         | Редитељ                            | Позориште                       | Премијера          |
| -------------------------------------- | ----------------------------- | ---------------------------------- | ------------------------------- | ------------------ |
| Под Прешерновом бистом                 | Васко Димник                  | Миленко Маричић                    | Атеље 212                       | 9. април 1987.     |
| Народни посланик                       | Први грађанин                 | Миленко Маричић                    | Позориште на Теразијама         | 14. фебруар 1988.  |
| BAAL                                   | Теди                          | Едуард Милер                       | Југословенско драмско позориште | 16. април 1988.    |
| Ведрине и ватре                        |                               | Дејан Мијач                        | Југословенско драмско позориште | 1. октобар 1988.   |
| Виђење Исуса Криста у касарни ВП 2507  | Јованче Шумадинац             | Милан Караџић                      | Позориште „Бошко Буха“          | 20. новембар 1988. |
| Дозивање птица                         |                               | Харис Пашовић                      | Југословенско драмско позориште | 7. април 1989.     |
| У потрази за Марселом Прустом          |                               | Дејан Мијач                        | Југословенско драмско позориште | 25. мај 1990.      |
| Хајде да се играмо                     | Кроксон                       | The Kuguar                         | Југословенско драмско позориште | 10. новембар 1990. |
| Позоришне илузије                      | Адраст                        | Слободан Унковски                  | Југословенско драмско позориште | 3. април 1991.     |
| Жабар                                  | Паул                          | Горчин Стојановић                  | Атеље 212                       | 28. април 1991.    |
| Разбојници                             | Швајцер                       | Бранислав Лечић                    | Југословенско драмско позориште | 29. фебруар 1992.  |
| Смешна страна историје                 | Хамлет, Хитлер и Неандерталац | The Kuguar                         | Мало позориште „Душко Радовић”  | 14. март 1992.     |
| Живот Јованов                          | Франо, Фра Лоренцо            | Дарко Бајић                        | Звездара театар                 | 7. април 1992.     |
| Јулија и Ромео од Виљема Бранка        | Ромео                         | Слободанка Алексић                 | Позориште Пуж                   | 26. април 1992.    |
| Наши очеви                             | Милићевић                     | Ана Миљанић                        | Београдско драмско позориште    | 25. децембар 1992. |
| Чикашке перверзије                     | Барни                         | Омар Абу Ел Руб                    | Југословенско драмско позориште | 9. март 1993.      |
| Чаруга                                 | Прпић Мали                    | Милош Радовић                      | Звездара театар                 | 4. мај 1993.       |
| Трамвај звани жеља                     | Стенли                        | Омар Абу Ел Руб                    | Битеф театар                    | 13. април 1994.    |
| Буре барута                            | Света                         | Слободан Унковски                  | Југословенско драмско позориште | 18. март 1995.     |
| Шовинистичка фарса 3                   |                               | Славенко Салетовић                 | FAVI продукција                 | 1996.              |
| Лари Томпсон, трагедија једне младости | Глумац Бели                   | Душан Ковачевић                    | Звездара театар                 | 26. октобар 1996.  |
| У пламену страсти                      | Алекса                        | Горчин Стојановић                  | Звездара театар                 | 12. март 1997.     |
| Београдска трилогија                   | Кића Јовић                    | Горан Марковић                     | Југословенско драмско позориште | 19. април 1997.    |
| Смешна страна музике                   | Локални солиста               | The Kuguar и Никола Пејаковић      | Звездара театар                 | 4. мај 1998.       |
| Бура                                   | Тринкуло                      | Слободан Унковски                  | Град театар                     | 10. август 2001.   |
| Молијер - Још један живот              | Маркиз Д'Орсин                | Душан Јовановић                    | Југословенско драмско позориште | 24. октобар 2003.  |
| Дон Кихот                              | Алонсо Кихано                 | Драган Јовановић                   | Опера и театар Мадленијанум     | 28. децембар 2005. |
| Добродошли у Србију                    |                               | Драган Јовановић                   | Звездара театар                 | 27. мај 2006.      |
| Кандид или оптимизам                   | Командант, Клеменсо           | Александар Поповски                | Југословенско драмско позориште | 14. новембар 2008. |
| Несврстана страна музике               | Мутави Че                     | Драган Јовановић и Владимир Манчић | Звездара театар                 | 24. новембар 2008. |
| Хотел Слободан промет                  | Матје                         | Борис Лијешевић                    | Југословенско драмско позориште | 23. децембар 2016. |

### Филмографија
|                   | 1980▼ | 1990▼ | 2000▼ | 2010▼ | 2020▼ | Укупно |
| ----------------- | ----- | ----- | ----- | ----- | ----- | ------ |
| Дугометражни филм | 4     | 13    | 10    | 5     | 2     | 34     |
| ТВ филм           | 0     | 7     | 3     | 0     | 0     | 10     |
| ТВ серија         | 1     | 4     | 9     | 4     | 1     | 19     |
| Кратки филм       | 0     | 2     | 1     | 2     | 1     | 6      |
| Укупно            | 5     | 26    | 23    | 11    | 4     | 69     |

| Год.       | Назив                                            | Улога                              |
| ---------- | ------------------------------------------------ | ---------------------------------- |
| 1980-е▲    |                                                  |                                    |
| 1988.      | Ортаци                                           | Вуковац                            |
| 1988.      | Шта радиш вечерас (сегмент: Амстердам)           | Јовке                              |
| 1988.      | Балкан експрес 2                                 | Немачки Војник                     |
| 1989.      | Најбољи                                          | Чепир                              |
| 1989.      | Балкан експрес 2 (серија)                        | Немачки Војник                     |
| 1989—2001. | Метла без дршке (серија)                         | Здравко Мачкић, Жакијев сестрић    |
| 1990-е▲    |                                                  |                                    |
| 1990.      | Заборављени (серија)                             | Данко                              |
| 1990.      | Почетни ударац                                   | Данко                              |
| 1990.      | Баал (ТВ филм)                                   |                                    |
| 1990.      | Свето место                                      | Поп Тома                           |
| 1991.      | Вера Хофманова (ТВ филм)                         | Златан                             |
| 1992.      | Црни бомбардер                                   | Бомбаш                             |
| 1992.      | Загреб - Београд преко Сарајева (ТВ филм)        | Милош Црњански                     |
| 1993.      | Кажи зашто ме остави                             | Марко                              |
| 1993.      | Византијско плаво                                | Максим                             |
| 1993.      | Нападач (ТВ филм)                                | Новинар                            |
| 1993—1994. | Срећни људи (серија)                             | Милун „Луне“ Шћекић                |
| 1994.      | Ни на небу, ни на земљи                          | Миле Џонсон                        |
| 1994.      | Два сата квалитетног програма (ТВ филм)          | Приградски                         |
| 1994.      | Биће боље                                        | Бобек                              |
| 1994.      | Амнезија (кратки филм)                           |                                    |
| 1995.      | Свадбени марш (ТВ филм)                          | Леонардо од Винче                  |
| 1995.      | Двобој за троје (ТВ филм)                        | Игор                               |
| 1995—2013. | Отворена врата (серија)                          | Поштар Жућа                        |
| 1995.      | Пакет аранжман (сегмент: Херц минута)            | Шанкер                             |
| 1997.      | Танго је тужна мисао која се плеше               |                                    |
| 1998.      | Храна за главу (кратки филм)                     | Инспектор                          |
| 1998.      | Лајање на звезде                                 | Наставник физичког Градимир Стевић |
| 1998.      | Стршљен                                          | Инспектор Бобан Ђорђевић           |
| 1998.      | Буре барута                                      | Коста                              |
| 1999.      | Рањена земља                                     | Зоран                              |
| 2000-е▲    |                                                  |                                    |
| 2000.      | Сенке успомена                                   | Режисер                            |
| 2000.      | Новогодишња микс бајка за одраслу децу (ТВ филм) | Вук                                |
| 2001.      | Нормални људи                                    | Николин ратни друг                 |
| 2001.      | Бумеранг                                         | Тони                               |
| 2001.      | Лола (ТВ филм)                                   | Крле Аџија / Ђубретар              |
| 2001—2002. | Породично благо (серија)                         | Драгиша „Гиша” Свиларевић          |
| 2002.      | Лисице (серија)                                  | Стив                               |
| 2002.      | Ко чека дочека (ТВ филм)                         |                                    |
| 2003.      | Казнени простор (серија)                         | Анин љубавник                      |
| 2003.      | Професионалац                                    | Гипсани                            |
| 2003.      | Мали свет                                        | Корумпирани полицајац              |
| 2004—2006. | Стижу долари (серија)                            | Предраг „Пеша” Љутић               |
| 2005.      | Made in YU                                       | Брацо                              |
| 2006.      | Оптимисти                                        | Голуб                              |
| 2006.      | Ракете (кратки филм)                             |                                    |
| 2007.      | Црни Груја и камен мудрости                      | Омер                               |
| 2007.      | Два                                              | Бог                                |
| 2007—2010. | Бела лађа (серија)                               | Др Маричић                         |
| 2007.      | Црни Груја 3 (серија)                            | Омер                               |
| 2008—2011. | Moj рођак са села (серија)                       | Драгорад „Дракче” Малешевић        |
| 2009.      | Друг Црни у НОБ-у                                | Адолф Хитлер / Џејмс Бонд          |
| 2009.      | Заувек млад (серија)                             | организатор                        |
| 2009.      | Оно као љубав (серија)                           | Драган                             |
| 2010-е▲    |                                                  |                                    |
| 2010.      | Човек из Багомба (кратки филм)                   | Петар Лард                         |
| 2012.      | Шешир професора Косте Вујића                     | професор војне обуке               |
| 2012.      | Ружа вјетрова (серија)                           | Иван Марушић                       |
| 2013.      | Шешир професора Косте Вујића (серија)            | професор војне обуке Станић        |
| 2013.      | Друг Црни у НОБ-у (серија)                       | Адолф Хитлер / Џејмс Бонд          |
| 2014.      | Тмина                                            | Салетов отац                       |
| 2017.      | Афтерпарти                                       | Гаги                               |
| 2019.      | Dreams (кратки филм)                             | Срба Обрадовић                     |
| 2019.      | Екипа                                            | Скаре                              |
| 2019.      | Четири руже                                      | Бранко                             |
| 2019—2021. | Швиндлери (серија)                               | Софроније „Софра” Игњатовић        |
| 2020-е▲    |                                                  |                                    |
| 2020—2021. | Луд, збуњен, нормалан (серија)                   | Иван                               |
| 2021.      | Поход на Мјесец (кратки филм)                    | Ниџо                               |
| 2022.      | Комедија на три спрата                           | Миљан                              |
| 2023.      | Круна                                            |                                    |

## Дискографија
За популарну ТВ серију Мој рођак са села, Драган је отпевао песму „Ружо румена”. Песма је настала током студија глуме и на њој су заједнички радили Драган Јовановић и Небојша Љубишић. Љубишић је 2020. године Јовановићу оспорио ауторска права заведена у Сокоју, тврдњом да је аутор музике и дела текста песме. Песма је претходно добила највише гласова у емисији 60 најлепших народних песама приказиваној на Радио-телевизији Србије.